# صموئيل أغسطس بريدغز
صموئيل أغسطس بريدغز هو محامي وسياسي أمريكي، ولد في 27 يناير 1802 في كولتشستر في الولايات المتحدة، وتوفي في 14 يناير 1884 في ألينتاون في الولايات المتحدة. نشط حزبياً في الحزب الديمقراطي. وقد انتخب عضو مجلس النواب الأمريكي ‏.